# Ricklingen (okręg administracyjny Hanoweru)
Ricklingen, Stadtbezirk Ricklingen – okręg administracyjny w Hanowerze, w Niemczech, w kraju związkowym Dolna Saksonia. Liczy 43 422 mieszkańców. W jego skład wchodzi pięć dzielnic (Stadtteil).

## Rozwój populacji

Wykres przedstawia rozwój populacji w powiecie Ricklingen (okręg administracyjny Hanoweru) od 1 stycznia 2005 roku. 